# 彼得·本南森
彼得·本南森（英語：Peter Benenson，1921年7月31日—2005年2月25日），原名彼得·詹姆斯·亨利·所羅門（英語：Peter James Henry Solomon），是一名英國律師、人權活動家，也是人權組織國際特赦組織的創始人。他一生中大部分時間都拒絕所有榮譽，但在80多歲時，主要是為了取悅家人，他在2001年接受英國驕傲獎的終身成就獎。

## 早期生活
本南森出生於倫敦的一個猶太大家庭，是英國人哈羅德·本南森（Harold Solomon）和俄國人弗洛拉·本南森的獨子；彼得·本南森後來採用了他母親婚前的姓氏。他的軍官父親在本南森9歲時因長期傷病而逝世，他在上伊頓公學之前由威斯坦·休·奧登私人輔導。16歲時，他與其他同學一起為西班牙內戰中的孤兒建立一個救濟基金。他尊從臨終前的祖父——俄羅斯金融家格里戈里·本南森（Grigori Benenson）的意願，使用了母親的婚前姓氏本南森。
他就讀於牛津大學貝里歐學院，但第二次世界大戰打斷了他的學業。他在信息部的情報兵團工作，並在那裡遇到了的第一任妻子瑪格麗特·安德森（Margaret Anderson）。二戰期間，他在布萊切利園的測試室工作。他被列為RSM本南森，在41號房擔任密碼員。

## 職業生涯
1946年復員後，本南森開始作為大律師執業，之後加入工黨，並於1950年參加斯特里漢姆的選舉，1951年、1955年和1959年參加希欽的選舉，但都沒有成功。他是一群於1957年成立人權和法律改革組織－JUSTICE的英國律師中的一員。他在1958年病倒而搬到義大利休養，並於同年皈依羅馬天主教會。

### 行動主義
本南森說，他對報紙上關於兩名來自科英布拉的葡萄牙學生因在安東尼奧·德·奧利維拉·薩拉查執政期間舉杯為自由乾杯而遭判處七年監禁的報導感到震驚與憤怒，儘管該報導中的「乾杯」部分尚未得到證實。當時，葡萄牙由專制的新國家政權統治，反政權的謀叛被葡萄牙國家警察大力鎮壓，並被視為反葡萄牙人。他給《觀察家報》的編輯大衛·阿斯特寫了一封信。1961年5月28日，本南森題為〈被遺忘的囚犯〉的文章被發表，文中要求讀者寫信表示對所有因政治或宗教信仰而被監禁的人的支持。為了協調這種寫信運動，1961年7月，在本南森和其餘六人的會議上，國際特赦組織在倫敦成立，這些人包括一名保守黨、一名自由黨和一名工黨議員。行動反應非常熱烈，以致於在這一年內有十幾個國家都成立了各種寫信團體。

## 國際特赦組織
本南森最初被任命為國際特赦組織的總書記，但由於其健康狀況不佳而在1964年卸任。到了1966年，國際特赦組織面臨內部危機，於是為他設立了國際執行委員會主席這一顧問職位。1966年，在一份英國在葉門也使用酷刑的報告之後，他開始指控英國政府已經滲透進國際特赦組織的管理層中。一個調查組織成立，於1967年在丹麥的赫爾辛格報告。這些指控被駁回，本南森因此從國際特赦組織辭去職務。他後來譴責該機構一昧的譴責以色列。
雖然本南森再也沒有在國際特赦組織中活躍，但他後來親自與其他高官達成和解，包括肖恩·麥克布賴德。

## 個人生活
本南森與第一任妻子瑪格麗特·安德森的婚姻於1972年已離婚告終。他於1973年與蘇珊·布斯（Susan Booth）結婚，並有兩個孩子。

## 逝世
2005年2月25日，本南森因肺炎而在牛津的約翰·拉德克利夫醫院逝世，享年83歲。他曾住在附近的紐納姆科特尼，死後被葬在那裡的公墓。

## 來源
- Pincock, S.: Peter James Henry Solomon Benenson (obituary). Lancet, 2 April 2005; 365: 1224.

## 外部連結
- Obituary （页面存档备份，存于）, BBC News
- "The forgotten Prisoners" 1961 article (abridged) （页面存档备份，存于）

| 非組織職務 | 非組織職務                      | 非組織職務         |
| ---------- | ------------------------------- | ------------------ |
| 前任： 無  | 國際特赦組織主席 1961年－1966年 | 繼任： 艾瑞克·貝克 |